# Чарти Billboard
Чарти Billboard — хіт-паради музичних релізів різних напрямків, що формуються Billboard на основі статистичних даних про продажі, радіоротації та інших параметрів залежно від характеру музичного чарту.

## Історія

### 1940—1955. Перші рейтинги

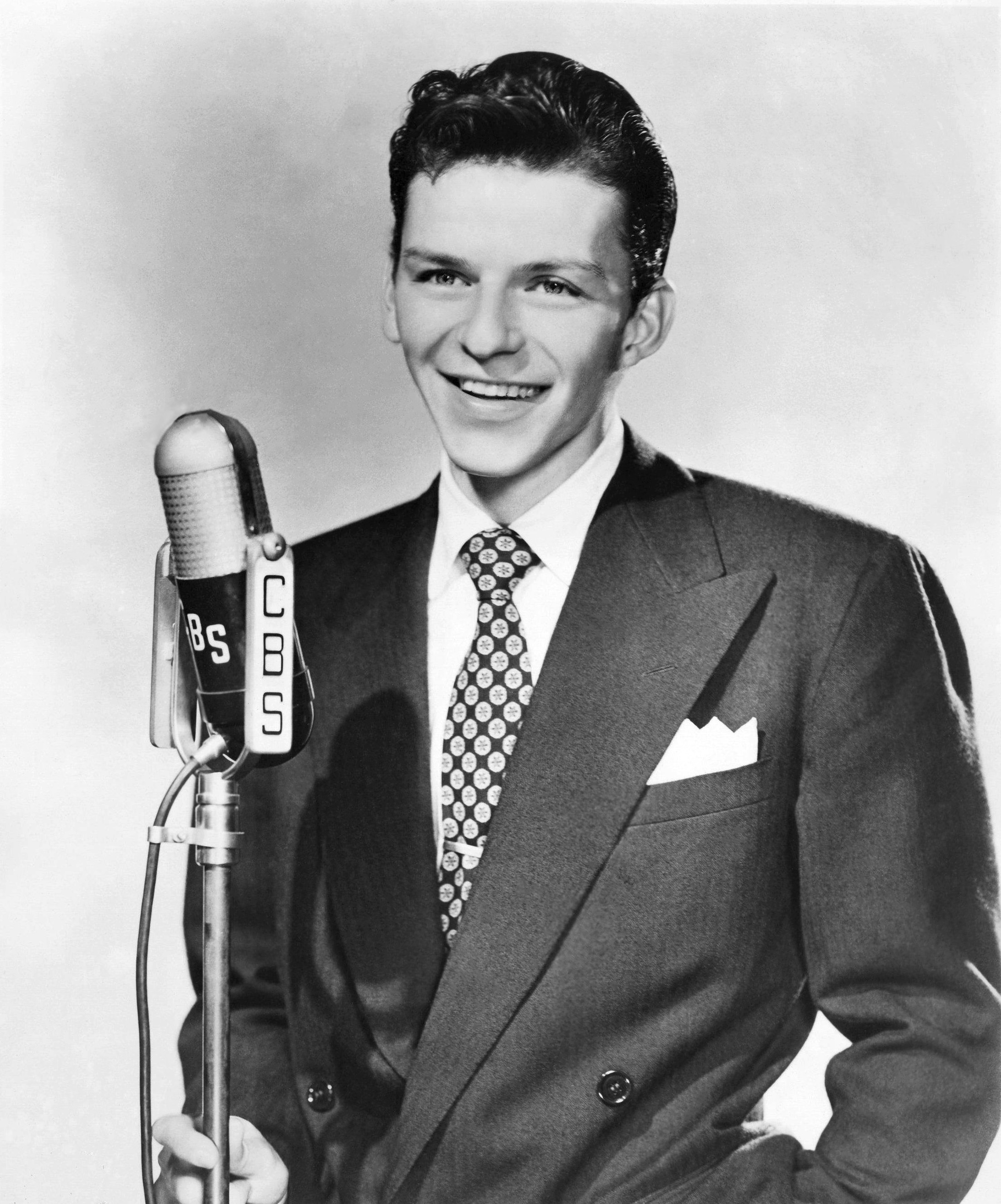
Френк Сінатра

Музичний часопис «Білборд» було засновано 1 листопада 1894 року. Спочатку журнал мав допомагати рекламодавцям, рекламним агентам, тим хто створював рекламні плакати тощо. Протягом наступних десятиріч індустрія розваг суттєво змінилась, зокрема, замість виконання музики наживо, все більше розповсюдження стали отримувати записи виступів. Саме в цей час засновникам часопису спало на думку додавати до журналу рейтинги музичних виконавців.
Перший хіт-парад «Білборд» було опубліковано 27 липня 1940 року. Це був список з десяти найбільш продаваних записів Best Selling Retail Records, аналог «Топ-10 синглів», який очолила пісня «I'll Never Smile Again» у виконанні Френка Сінатри. За два роки в журналі з'явився перший рейтинг пісень у стилі R&B Harlem Hit Parade, а ще за два — перший чарт кантрі-пісень Most Played Juke Box Folk Records. У 1945 році вперше було опубліковано чарт альбомів — Best Selling Popular Record Albums, який протягом наступних десяти років оновлювався лише час від часу.

### 1955—1963. Створення пісенних та альбомних чартів

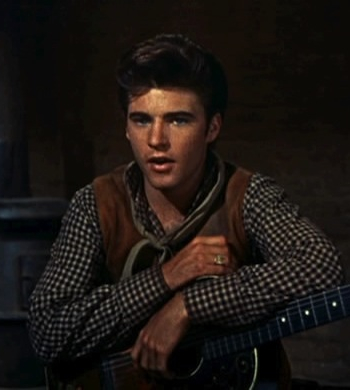
Рікі Нельсон

В 1955 році Billboard вперше випустили чарт пісень, який охоплював всі музичні напрямки США. Рейтинг синглів Top 100 містив 100 позицій, а вперше очолила його пісня The Four Aces «Love Is a Many-Splendored Thing». 4 серпня 1958 року його змінив чарт Billboard Hot 100 — першим лідером якого став Рікі Нельсон із піснею «Poor Little Fool».
В березні 1956 року у часописі врешті почали регулярно публікувати американський альбомний чарт, який спочатку отримав назву Best Selling Popular Albums. За три роки він розділився на дві частини — Best Selling Monophonic LPs та Best Selling Stereophonic LPs. Розподілення на моно- та стерео-записи тривало аж до 17 серпня 1963 року, коли їх змінив об'єднаний чарт Top LP's — саме це вважається датою народження сучасного головного чарту альбомів США. Спочатку він містив 150 позицій, у 1967 році їх кількість збільшилась спочатку до 175, і майже одразу — до 200 місць. В такому розмірі альбомний хіт-парад залишався протягом наступних десятиріч. Його назва неодноразово змінювалась — Top LP's (1963), Top LP's & Tapes (1972), Top 200 Albums (1984), Top Pop Albums (1985), Billboard 200 Top Albums (1991) і, нарешті, Billboard 200 (14 березня 1992 року).

### 1963—1990. Розвиток тематичних чартів

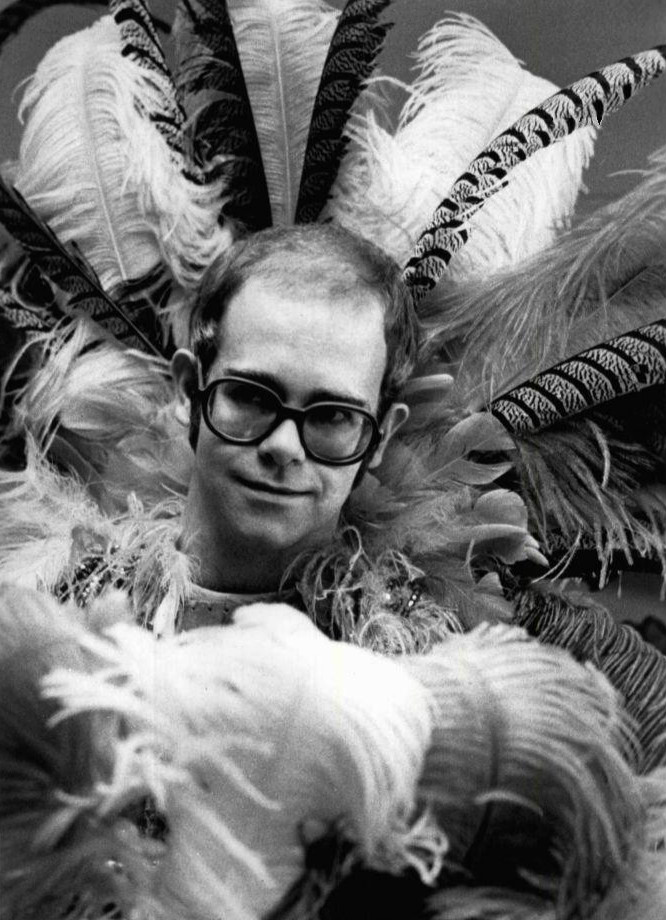
Елтон Джон

Ще в 1961 році дебютував пісенний хіт-парад Easy Listening, який надалі отримає назву Adult Contemporary. Після початку регулярної публікації альбомних чартів стали з'являться рейтинги, присвячені певним музичним стилям та течіям. В 1964 дебютував чарт альбомів кантрі-року, в 1965 році — альбомів R&B та Hip-Hop. 1975 року відбулась історична подія: альбом Елтона Джона Captain Fantastic and the Brown Dirt Cowboy дебютував на першому місці альбомного чарту США. До 1991 року дебютантам вдавалось одразу потрапити на перше місце лише шість разів.
В 1974 році вперше було створено окремий чарт для диско-композицій Disco Action, який за два роки змінив назву на Dance Club Songs. В 1981 році з'явились перші хіт-паради рок-музики Top Rock Tracks та Rock Albums, в 1985—1986 роки — чарти латиноамериканської музики Top Latin Albums та Hot Latin Songs, в 1988 році — альт-роковий Alternative Songs, а в 1989 році — перший реп-чарт Hot Rap Singles.

### 1990—2005. Ера Soundscan

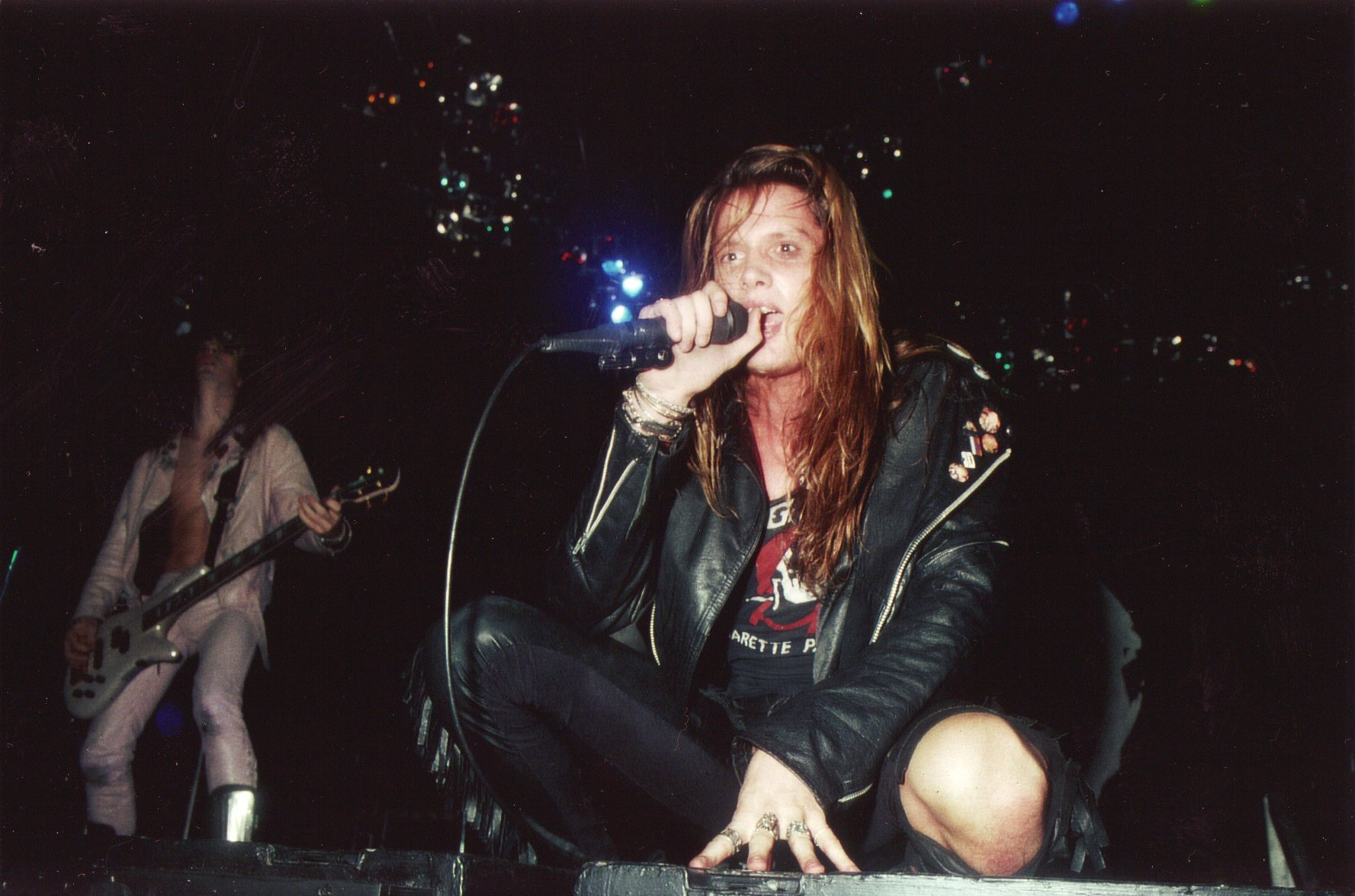
Skid Row

В 1990 році Billboard вперше почали використовувати автоматичну систему аналізу ефіру радіостанцій Broadcast Data Systems (BDS). Першим чартом, утвореним за допомогою цих даних став Hot Country Songs. В травні 1991 року відбулись ще більш кардинальні зміни: замість використання даних про продажі альбомів, що отримувались від продавців вручну, було впроваджено електронну систему виробництва SoundScan, яка моніторила дані з точок продажу автоматично. Top Pop Albums та Top Country Albums — два провідних альбомних чарти Billboard — були першими, що перейшли на новий спосіб підрахунку. Автоматизація збору даних миттєво вплинула на рейтинги, де на перші позиції піднялись альбоми реп-, хард-рок- та кантрі-виконавців. Зокрема, в 1991 році шість альбомів дебютували на першому місці альбомного чарту (першим став Slave to the Grind Skid Row) — це стільки ж разів, як і за всю історію існування чартів Billboard до цього.
В листопаді 1991 року зміни вплинули й на пісенний чарт Billboard Hot 100. Якщо раніше місця пісень визначались за допомогою звітів, що відправляли радіостанції та продавці синглів, то тепер місце залежало від даних, зібраних за допомогою BDS (ефіри композицій) та SoundScan (продажі синглів). Окрім цього, з'явилось багато тематичних чартів: Mainstream Top 40 та Rhytmic Airplay (1992), Adult R&B Songs (1993), Adult Alternative Songs або Triple A (1996), Adult Pop Songs (1996), Hot Christian Songs (2003), Hot Gospel Songs (2005) та інші. В 1998 році в пісенні чарти вперше потрапили пісні, які не виходили комерційними синглами, але потрапляли до радіостанцій як промо-сингли.

### 2005—2022. Цифровізація та глобалізація

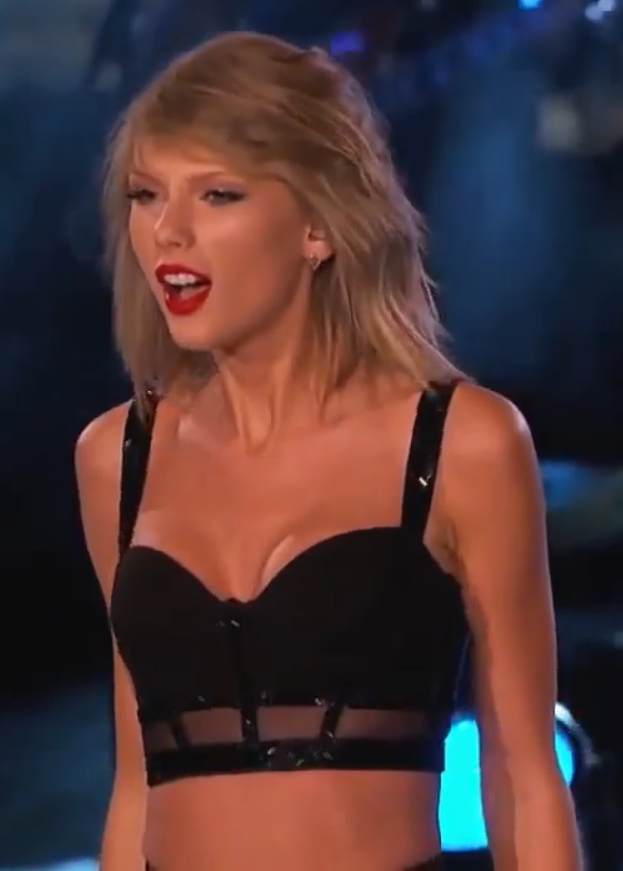
Тейлор Свіфт

Починаючи з 2005 року в чарті Hot 100 почали брати до уваги продажі на цифрових носіях, зокрема, на iTunes та інших платформах. У 2005 році було створено окремий чарт Digital Song Sales, а у 2012 році — On-Demand Streaming Songs. Через зростання популярності соціальних мереж 2010 року з'явився окремий чарт Social 50 (першим лідером стала Ріанна). У 2013 році алгоритм Hot 100 також почав враховувати дані з YouTube, через що на перше місце потрапила вірусна пісня «Harlem Shake». Окремі жанрові чарти, такі як Hot Country Songs та Hot Rock Songs також почали брати до уваги комбіновані дані, враховуючи показники стрімінгу, радіоефіри та продажі синглів.
У 2014 році хіт-парад Billboard 200 перейшов на нову систему виміру популярності, що базувалась на багатьох метриках, а не тільки даних з продажів. За нової системи, що враховувала стрімінг, кількість прослуховувань тощо, першим альбомом, що очолив Billboard 200, став 1989 Тейлор Свіфт. Стара версія чарту, заснована лише на продажах, залишилась під назвою Top Album Sales.
У 2019 році Billboard випустили щомісячні чарти Billboard Boxscore, щоб вимірювати заходи та концерти, на яких було зароблено найбільше грошей від продажу квитків. Також на додачу до щорічних чартів Hot 100 Songwriters та Hot 100 Producers з'явились тижневі чарти авторів та продюсерів.
На початку 2022 року на доданок до чартів Billboard Канади, Австралії, Великої Британії та декількох інших країн, вийшло ще близько 40 міжнародних чартів, об'єднаних в категорії Hits of the World, що містили 25 найкращих пісень згідно з даними цифрових продажів та стрімінгу.

## Механізм формування чартів
Музичні чарти Billboard побудовано на основі декількох джерел інформації, серед яких показники продажів, активність ротації пісень на радіостанціях, статистика стрімінгу тощо.
Перш за все, до уваги беруться продажі альбомів та пісень. Ця інформація збирається за допомогою платформи Luminate Data, що покриває більшу частину точок продажу США. Фінансові показники враховують не лише продажі фізичних примірників альбомів, але й інтернет-транзакції, цифрові завантаження, і в окремих випадках — дані з продажів під час концертів. Історично, більшість альбомних чартів базувались на даних від продажів, але пізніше деякі з них перейшли на комбінований підхід.
Багато пісенних чартів створено за допомогою електронної системи трекінгу композицій, яка впізнає, що саме транслюється на найбільших радіостанціях США. Збір даних також відбувається у платформі Luminate. Частина чартів бере до уваги лише кількість ротацій на радіо, а інша частина — також оцінює приблизну кількість слухачів, через що пісні, що транслюються вдень, отримують більшу кількість балів, аніж програванні вночі. До того ж на рейтинг пісні впливає загальна кількість слухачів тієї чи іншої радіостанції. Більша частина подібних чартів містить «Airplay» у своїй назві, але є і виключення — наприклад, хіт-паради Adult Contemporary або Radio Songs.
Окрема категорія чартів створена виключно на стрімінгових даних. Пісні класифікуються в залежності від того, скільки ту чи іншу композицію переглядають або замовляють онлайн, включаючи перегляди музичних відео. Найчастіше ці чарти містять «Streaming» у своїй назві.
Більшість чартів Billboard використовують лише одне з трьох джерел даних: або продажі, або прослуховування або стримінгові дані. Проте деякі чарти поєднують ці критерії. Зокрема, це альбомний чарт Billboard 200, який перейшов на використання декількох метрик у 2014 році, а також пісенний чарт Billboard Hot 100 та інші хіт-паради Billboard, які містять «Hot» у своїй назві. 
Існують також унікальні чарти Billboard, які беруть до уваги зовсім інші показники. Наприклад, формула рейтингу Social 50 містить кількість друзів або підписників артистів у соц. мережах, а чарти LyricFind Global показують пісні, чиї тексти найчастіше шукають на відповідному партнерському сайті.

## Класифікація чартів
Журнал Billboard виходить щотижня у суботу, і в кожному новому номері публікуються оновлені хіт-паради. Дані для тижневих чартів збираються з п'ятниці по четвер; але в деяких пісенних хіт-парадах враховується кількість ротацій на радіо з понеділка по суботу. На сайті Billboard.com нові дані з'являються кожного вівторка.
Історично, найбільш поширеними альбомні та пісенні хіт-паради. Проте існують також чарти, в яких вимірюються показники окремих артистів: виконавців, композиторів або продюсерів.
На додаток до тижневих хіт-парадів, в кінці року Billboard також публікують щорічні чарти, які відбивають показники пісень, альбомів або артистів за попередній рік (наприклад, з 21 листопада 2020 по 13 листопада 2021 року). У кожного з найпопулярніших тижневих чартів є щорічні аналоги, наприклад, у Billboard Hot 100 — Hot 100 Songs, Hot 100 Songs, Hot 100 Labels; у Billboard 200 — Billboard 200 Artists, Billboard 200 Albums, Billboard 200 Distributors і т. ін.. Як і тижневі чарти, щорічні хіт-паради розподілені по категоріях, зокрема, існують загальні та багато тематичних чартів, американські та міжнародні тощо.